# Giulio Ciccone
Giulio Ciccone (* 20. Dezember 1994 in Chieti) ist ein italienischer Radrennfahrer.

## Werdegang
Ciccone gewann als Solist die bergige 10. Etappe des Giro d’Italia 2016 und wurde damit der drittjüngste Profi, der jemals eine Etappe beim Giro d’Italia gewann nach Fausto Coppi und Luigi Marchisio. 2019 gewann er die 16. Etappe sowie die Bergwertung der Giro d’Italia 2019.
Während der Tour de France 2019 belegte er auf der 6. Etappe von Mulhouse nach Planche des Belles Filles in der Bergankunft den zweiten Platz und übernahm das Gelbe Trikot des Spitzenreiters in der Gesamtwertung. Er konnte diese Führung am Folgetag in Chalons-sur-Saone verteidigen, musste das Gelbe Trikot jedoch tags darauf in Saint-Étienne an Julian Alaphilippe zurückgeben.
Nachdem Ciccone zu Saisonbeginn 2020 die Trofeo Laigueglia gewann, erkrankte er im August an COVID-19. Nach einer Quarantäne von 14 Tagen war seine Genesung soweit abgeschlossen, dass er das Training wieder aufnehmen und beim Giro d’Italia 2020 starten konnte, den er allerdings nach 13 Etappen wegen Erschöpfung aufgab.
Beim Giro d’Italia 2021 belegte Ciccone nach der 16. Etappe den sechsten Rang in der Gesamtwertung. Er stürzte auf der 17. Etappe, zog sich eine schwere Prellung der unteren Lendenwirbelsäule und linken Hand zu. Er beendete zwar die Etappe, startete aber am Folgetag als Zehnter der Gesamtwertung nicht mehr.
Ciccone konnte die schwere Bergankunft der 15. Etappe  des Giro d’Italia 2022 durch eine Solofahrt mit über einer Minute Vorsprung für sich entscheiden. In der Saison 2023 gewann er mit einer Etapper der Katalonien-Rundfahrt ein weiteres Rennen der UCI WorldTour.
Eine Infektion mit SARS-CoV-2 verhinderte seinen Start beim Giro d’Italia 2023. Nach seiner Gesundung gewann er die Abschlussetappe des Critérium du Dauphiné 2023 und die Bergwertung der Rundfahrt. Bei der anschließenden Tour de France 2023 gewann er die Bergwertung.
Aufgrund einer Zyste im Dammbereich, die operativ entfernt werden musste, verpasste Giulio Ciccone den Großteil der Frühjahrs-Saison und kehrte erst bei der Tour de Romandie ins Fahrerfeld zurück. Weiters musste er seinen geplanten Giro-d’Italia-Start absagen. Nachdem er das Critérium du Dauphiné auf dem achten Gesamtrang beendet hatte, erkrankte er an der Grippe, wurde jedoch rechtzeitig vor der Tour de France wieder fit. Dort übernahm er die Kapitänsrolle, da sein Teamkollege Tao Geoghegan Hart die Rundfahrt aufgrund einer SARS-CoV-2-Infektion verpasste. Im Abschlusszeitfahren der 21. Etappe verlor Ciccone viel Zeit und wurde somit am letzten Tag auf den elften Gesamtrang verdrängt. Die Vuelta a España gab er frühzeitig wegen einer Verletzung am Knie auf, die er sich bei einer Kollision mit einem Reh zugezogen hatte. Am Ende der Saison stand er hinter Tadej Pogačar und Remco Evenepoel als Dritter auf dem Podium der Lombardei-Rundfahrt, die zu den Monumenten des Radsports zählt.
Zu Beginn der Saison 2025 wurde Giulio Ciccone hinter Tadej Pogačar Gesamtzweiter der UAE Tour. Im April gewann er den Auftakt der Tour of the Alps, die er schlussendlich auf dem vierten Gesamtrang beendete. Zwei Tage später ging er bei Lüttich–Bastogne–Lüttich an den Start, wo er sich erneut nur Tadej Pogačar geschlagen geben musste und zum zweiten Mal auf dem Podium eines Monuments stand. Im Mai ging Giulio Ciccone als Kapitän der Lidl-Trek-Mannschaft beim Giro d’Italia an den Start, den er jedoch nach einem Sturz auf der 14. Etappe tags drauf aufgab. Nach seiner Genesung gewann er die Clásica San Sebastián als Solist, nachdem er sich im Schlussanstieg des Murgil abgesetzt hatte.

## Erfolge
2016
- eine Etappe Giro d’Italia

2017
- eine Etappe Tour of Utah

2018
- Giro dell’Appennino
- Bergwertung Slowakei-Rundfahrt

2019
- eine Etappe und Bergwertung  Giro d’Italia
- eine Etappe Tour du Haut-Var

2020
- Trofeo Laigueglia

2022
- eine Etappe Giro d’Italia

2023
- eine Etappe Valencia-Rundfahrt
- eine Etappe Katalonien-Rundfahrt
- eine Etappe und Bergwertung Critérium du Dauphiné
- Bergwertung Tour de France

2025
- eine Etappe Tour of the Alps
- Clásica San Sebastián
- eine Etappe und Punktewertung Burgos-Rundfahrt

## Wichtige Platzierungen
| Grand Tour            | 2016 | 2017 | 2018 | 2019 | 2020 | 2021 | 2022 | 2023 | 2024 | 2025 |
| --------------------- | ---- | ---- | ---- | ---- | ---- | ---- | ---- | ---- | ---- | ---- |
| Giro d’ItaliaGiro     | DNF  | 95   | 40   | 16   | DNF  | DNF  | 25   | –    | –    | DNF  |
| Tour de FranceTour    | –    | –    | –    | 31   | –    | –    | 58   | 32   | 11   | –    |
| Vuelta a EspañaVuelta | –    | –    | –    | –    | –    | –    | –    | –    | DNF  | …    |

| Monument                 | 2016 | 2017 | 2018 | 2019 | 2020 | 2021 | 2022 | 2023 | 2024 | 2025 |
| ------------------------ | ---- | ---- | ---- | ---- | ---- | ---- | ---- | ---- | ---- | ---- |
| Mailand–Sanremo          | –    | –    | 66   | –    | 29   | –    | –    | –    | –    | 47   |
| Flandern-Rundfahrt       | –    | –    | –    | –    | –    | –    | –    | –    | –    | –    |
| Paris–Roubaix            | –    | –    | –    | –    | –    | –    | –    | –    | –    | –    |
| Lüttich–Bastogne–Lüttich | –    | –    | –    | 34   | –    | –    | –    | 13   | –    | 2    |
| Lombardei-Rundfahrt      | –    | 49   | 41   | 22   | 5    | –    | 15   | –    | 3    | …    |